# Cabera reducta
Cabera reducta är en fjärilsart som beskrevs av Barend J. Lempke 1947. Cabera reducta ingår i släktet Cabera och familjen mätare. Inga underarter finns listade i Catalogue of Life.